# Dendrobium subtricostatum
Dendrobium subtricostatum är en orkidéart som beskrevs av Johannes Jacobus Smith. Dendrobium subtricostatum ingår i släktet Dendrobium, och familjen orkidéer. Inga underarter finns listade i Catalogue of Life.